# Eucoccosterphus tuberculatus
Eucoccosterphus tuberculatus är en insektsart som beskrevs av Victor Ivanovitsch Motschulsky. Eucoccosterphus tuberculatus ingår i släktet Eucoccosterphus och familjen hornstritar. Inga underarter finns listade i Catalogue of Life.